# Brandon Nakashima
Brandon Nakashima (* 3. August 2001 in San Diego, Kalifornien) ist ein US-amerikanischer Tennisspieler.

## Karriere
Nakashima absolvierte von 2017 bis 2019 eine erfolgreiche Juniorenkarriere. Er spielte bei drei von vier Grand-Slam-Turnieren und sein bestes Abschneiden dabei war das Erreichen des Halbfinals 2019 bei den US Open, wo er gegen Jonáš Forejtek in zwei Sätzen verlor. Im Doppel konnte er 2017 bei der inoffiziellen Junioren-WM, dem Orange Bowl, im Doppel ebenfalls das Halbfinale erreichen. 2018 konnte er zudem das ITF Junior Masters gegen Tseng Chun-hsin gewinnen. In der Rangliste der Junioren erreichte er Platz 3. Nach Abschluss der Schule im Januar 2019 begann Nakashima ein Studium an der University of Virginia, wo er auch College Tennis spielte. Nach einem Semester entschied er sich jedoch eine professionelle Laufbahn als Tennisspieler zu verfolgen.
Bei den Profis machte der US-Amerikaner zuerst 2018 auf sich aufmerksam, als er in seinem Heimatland ein Turnier der drittklassigen ITF Future Tour gewinnen konnte. 2019 ging er erstmals regelmäßig bei Turnieren an den Start und erreichte einige gute Ergebnisse, sodass er Ende des Jahres bis auf Platz 367 gestiegen war: Bei seinem zweiten Challenger-Turnier in Cary erreichte er das Achtelfinale, in Tiburon das Viertelfinale, in Fairfield und Charlottesville sogar das Halbfinale. 2020 ging sein Trend weiter aufwärts. Er gewann seinen zweiten Future-Titel, spielte ansonsten meist Challengers, wo er im März erneut ein Halbfinale erreichen konnte. Im Februar kam er zu seinem ersten Einsatz auf der ATP Tour, als er für das Turnier in Delray Beach eine Wildcard erhielt. Dort überraschte er die Konkurrenz, indem er sich mit Jiří Veselý und Cameron Norrie gegen zwei Top-100-Spieler in zwei Sätzen durchsetzte. Im Viertelfinale unterlag er Yoshihito Nishioka in drei Sätzen.
Am 25. September 2022 feierte Nakashima seinen ersten Titelgewinn auf der ATP Tour. Das Turnier fand in seiner Heimatstadt San Diego statt und war zugleich das zweite und letzte dort ausgetragene Event. Zuvor hatte er bei den Wimbledon Championships das Achtelfinale erreicht, wo er nach fünf Sätzen Nick Kyrgios unterlag. Auch bei den US Open gelang ihm der Einzug in die dritte Runde, in der er gegen Jannik Sinner ausschied. Seinen größten Erfolg erzielte er Ende des Jahres mit dem Gewinn der Next Gen Finals, womit er in die Fußstapfen von Carlos Alcaraz und Jannik Sinner trat.
Im Jahr 2023 verlief die Saison für Nakashima weniger erfolgreich. Bei allen Grand-Slam-Turnieren schied er bereits in der ersten Runde aus. Bei den Masters-1000-Turnieren erreichte er meist die zweite Runde. Positiv hervorzuheben sind seine Leistungen auf Challenger-Ebene: Beim Turnier in Bergamo stand er im Halbfinale, während er beim Event in Danderyd das Finale erreichte, das er in drei Sätzen gegen Maximilian Marterer verlor.
Auch das Jahr 2024 begann für Nakashima mit einigen Achtungserfolgen. Beim Turnier in Canberra erreichte er das Halbfinale, in dem er Jakub Menšík unterlag. In der Challenger-Serie konnte er beim Tenerife Challenger I 2024 den Titel holen, nachdem er im Finale Pedro Martínez besiegte. Weitere Halbfinalteilnahmen gelangen ihm bei den BW Open 2024, beim Challenger in Pau sowie bei der Surbiton Trophy. In Koblenz erreichte er das Finale. Auf höherer Ebene erreichte er bei den Barcelona Open das Achtelfinale, das er gegen Tomás Martín Etcheverry verlor. Bei den Madrid Open überstand er die Qualifikation, schied jedoch in der ersten Runde gegen Facundo Bagnis aus – ebenso wie zehn Tage später beim Rom Masters, wo er Miomir Kecmanović unterlag. Bei den French Open kam er bis in die zweite Runde, wo er gegen Hubert Hurkacz verlor.
Im weiteren Verlauf der Saison erzielte Nakashima mehrere Viertel- und Halbfinalteilnahmen. Bei den Boss Open erreichte er das Halbfinale, musste sich dort aber Jack Draper geschlagen geben. Bei den Wimbledon Championships kam er bis in die dritte Runde, wo er auf Ugo Humbert traf und ausschied. Bei den Masters in Montreal sowie Cincinnati zog er ins Achtelfinale ein, unterlag dort jedoch jeweils Andrei Rubljow. Auch bei den US Open erreichte er das Achtelfinale, in dem er gegen Alexander Zverev verlor.
Ein besonderes Highlight war Nakashimas Auftritt in der Gruppenphase des Davis Cups im September 2024: Mit drei Einzelsiegen trug er maßgeblich zur Qualifikation der US-amerikanischen Mannschaft für die Finalrunde bei. Im Oktober erreichte er zudem beim Turnier in Hangzhou das Halbfinale, wo er Marin Čilić unterlag.
Anfang 2025 gewann Nakashima schließlich seinen ersten Doppeltitel. Gemeinsam mit Miomir Kecmanović triumphierte er beim Turnier in Delray Beach, das nur unweit von seiner Heimatstadt entfernt liegt.

## Erfolge
| Legende (Anzahl der Siege)                |
| Grand Slam                                |
| ATP Finals Next Generation ATP Finals (1) |
| ATP Tour Masters 1000                     |
| ATP Tour 500                              |
| ATP Tour 250 (2)                          |
| ATP Challenger Tour (6)                   |

| ATP-Titel nach Belag |
| Hartplatz (3)        |
| Sand (0)             |
| Rasen (0)            |

### Einzel

#### Turniersiege

##### ATP Tour
| Nr. | Datum              | Turnier   | Belag     | Finalgegner  | Ergebnis |
| --- | ------------------ | --------- | --------- | ------------ | -------- |
| 1.  | 25. September 2022 | San Diego | Hartplatz | Marcos Giron | 6:4, 6:4 |

##### Next Generation ATP Finals
| Nr. | Datum             | Turnier | Belag         | Finalgegner  | Ergebnis        |
| --- | ----------------- | ------- | ------------- | ------------ | --------------- |
| 1.  | 12. November 2022 | Mailand | Hartplatz (i) | Jiří Lehečka | 4:35, 4:36, 4:2 |

##### ATP Challenger Tour
| Nr. | Datum             | Turnier   | Belag         | Finalgegner             | Ergebnis |
| --- | ----------------- | --------- | ------------- | ----------------------- | -------- |
| 1.  | 22. November 2020 | Orlando   | Hartplatz     | Prajnesh Gunneswaran    | 6:3, 6:4 |
| 2.  | 7. Februar 2021   | Quimper   | Hartplatz (i) | Bernabé Zapata Miralles | 6:3, 6:4 |
| 3.  | 31. Oktober 2021  | Brest     | Hartplatz (i) | João Sousa              | 6:3, 6:3 |
| 4.  | 21. Januar 2024   | Teneriffa | Hartplatz     | Pedro Martínez          | 6:3, 6:4 |

#### Finalteilnahmen
| Nr. | Datum          | Turnier   | Belag     | Finalgegner    | Ergebnis  |
| --- | -------------- | --------- | --------- | -------------- | --------- |
| 1.  | 24. Juli 2021  | Los Cabos | Hartplatz | Cameron Norrie | 2:6, 2:6  |
| 2.  | 1. August 2021 | Atlanta   | Hartplatz | John Isner     | 6:78, 5:7 |

### Doppel

#### Turniersiege

##### ATP Tour
| Nr. | Datum            | Turnier      | Belag     | Partner           | Finalgegner                  | Ergebnis          |
| --- | ---------------- | ------------ | --------- | ----------------- | ---------------------------- | ----------------- |
| 1.  | 16. Februar 2025 | Delray Beach | Hartplatz | Miomir Kecmanović | Christian Harrison Evan King | 7:63, 1:6, [10:3] |

##### ATP Challenger Tour
| Nr. | Datum            | Turnier | Belag         | Partner            | Finalgegner                   | Ergebnis  |
| --- | ---------------- | ------- | ------------- | ------------------ | ----------------------------- | --------- |
| 1.  | 4. November 2023 | Bergamo | Hartplatz (i) | Evan King          | Francisco Cabral Henry Patten | 6:4, 7:61 |
| 2.  | 24. Februar 2024 | Pau     | Hartplatz (i) | Christian Harrison | Romain Arneodo Sam Weissborn  | 7:65, 6:4 |

## Abschneiden bei Grand-Slam-Turnieren

### Einzel
| Turnier         | 2018 | 2019 | 2020 | 2021 | 2022 | 2023 | 2024 | 2025 | Karriere |
| --------------- | ---- | ---- | ---- | ---- | ---- | ---- | ---- | ---- | -------- |
| Australian Open | —    | —    | —    | Q1   | 1    | 1    | Q1   | 1    | 1        |
| French Open     | —    | —    | Q1   | Q1   | 3    | 1    | 2    | 1    | 3        |
| Wimbledon       | —    | —    |      | 1    | AF   | 1    | 3    | 3    | AF       |
| US Open         | Q2   | —    | 2    | 2    | 3    | 1    | AF   |      | AF       |

Zeichenerklärung: S = Turniersieg; F, HF, VF, AF = Einzug ins Finale / Halbfinale / Viertelfinale / Achtelfinale; 1, 2, 3 = Ausscheiden in der 1. / 2. / 3. Hauptrunde; Q1, Q2, Q3 = Ausscheiden in der 1. / 2. / 3. Qualifikationsrunde; nicht ausgetragen